# マティアス・フリンク
マティアス・フリンク（Mattias Flink, 1970年3月8日 - ）は、スウェーデンの軍人、殺人犯。1994年6月11日、当時陸軍少尉だったフリンクはファールンにてAk 5突撃銃を乱射し、7人を殺害した。逮捕後、終身刑が宣告されたが後に懲役30年に改められ、事件から20年後の2014年6月11日に釈放された。

## 経歴
1970年、ファールンに生まれる。父は自分の店も持っている祖父の代からの銃器工で、母は主婦だった。7歳の頃、フリンクはボーイスカウトに参加する。9歳の頃に両親が離婚する。この離婚は円満離婚であったとされる。フリンクは父の元に残ることを選んだが、母は父の家から200mほど離れたアパートへと引っ越した。後の心理学的評価によれば、この母との別離がフリンクの心に大きな傷を残したとされ、以後彼は女性を身の回りから遠ざけるようになったという。
高校に進学したフリンクは電気機械工学を専攻した。卒業後、フリンクは兵役を果たすために陸軍に入隊してダーラナ連隊へ配属された。1993年、フリンクは同連隊の士官となる。

## 精神衛生
1994年春頃からフリンクは精神衛生上の問題に苦しめられ、その末に性格は攻撃的かつ嫉妬深くなり、睡眠障害も生じ、偏執病的な言動が増え始めた。こうした諸症状は彼の精神を完全に崩壊させ、複数の女性に嫌がらせをしたために食堂から追い出されたという報告もある。

## 殺人事件
1994年6月11日、マティアス・フリンク少尉は大量のアルコールを摂取した後、自宅で野戦服に着替えてから連隊に戻った。そして自らのAk 5突撃銃に加えて5.56x45mm NATO弾150発を持ちだしたフリンクは、ファールンのダウンタウンにある公園で銃を乱射し、居合わせた陸軍女性補助隊員6人を死傷させた。その直後、近くの交差点まで出たフリンクはサイクリングをしていた男性と警備員の男性2名を銃撃している。犠牲者のうち6人は即死で、女性1人は病院搬送後に死亡した。生存者は陸軍女性補助隊員1人のみであった。
死亡したのは以下の7名である。
| - Karin Alkstål, 22 - Therese Danielsson, 20 - Helle Jürgensen, 21 - Lena Mårdner-Nilsson, 29 | - Jenny Österman, 22 - Maths Bragstedt, 35 - Johan Tollsten, 26 |

## 逮捕
銃撃後、フリンクは近くにあった建設用クレーンに登り、しばらくそこに留まっていた。やがて帰宅しようと廃線となっていた線路を辿って歩き始め、その途中に2人の警察官と遭遇した。フリンクは警察官らに向けて2度発砲したが、腰に銃撃を受けてその場に倒れこんだ。3時25分、フリンクは逮捕され、病院へと送られた。この時、彼の血中アルコール度は1.69だったという。

## 裁判
地方裁判所において、弁護側は事件に関する検察側の説明に異議を申し立てなかった。弁護側はフリンクが当時精神病であったかどうかを論点としていたのである。専門家は、事件の晩のフリンクはアルコールによる一時的な精神病的状態にあったと説明し、仮に彼が精神病的状態にあったなら刑務所に服役させる事はできないとされた。この裁判は最高裁判所まで持ち込まれ、最終的にフリンクに対する終身刑が宣告された。この判決はスウェーデンの司法がアルコールに誘発された精神病的状態で行われた犯罪について、被疑者を刑務所に収監した最初の事例となった。

## 服役中
フリンクはノーショーピングの刑務所に収監されたが、後にストックホルム郊外のベアテバリ刑務所（Beateberg prison）に移された。罪のない女性を殺し逮捕されたのだと聞いていた為、ベアテバリ刑務所の囚人たちもフリンクを嫌っていたという。
彼はスウェーデン政府当局による保護下に置かれ、インタビューなどには一切応じなかった。記録によれば、服役中は模範囚として振舞っていたとされている。
2008年春、フリンクはエレブルーの地方裁判所に仮釈放を申請した。6月9日、地方裁判所ではフリンクが他人に危害を加える可能性が否定出来ないことから、事前の精神鑑定が必要と判断した。スウェーデン法医学国家委員会による精神鑑定は7月7日に完了した。この際、被害者の遺族からはフリンクの仮釈放に対する強い反発が起こっている。
その後、彼は監督付の短期外出を何度か認められた。その間に十分模範的な振舞いをしていたとして、2007年5月には監督無しの外出が認められた。これに対しても被害者遺族からの反発と、再犯の懸念が表明されている。

## 減刑
2008年1月、フリンクは終身刑から24年以上の懲役刑への減刑を申請した。同年9月3日、エレブルー地方裁判所は事件の動機が「非常に複雑」である点、換算した場合でも懲役24年を大幅に超過する重罪である点を理由にこの申請を却下した。
2010年7月7日、フリンクは再び減刑の申請を行い、エレブルー地方裁判所がこれを認めた。彼は懲役32年に減刑され、2015年以降の仮釈放申請が認められることとなった。しかし、2010年12月21日には検察側からの控訴を受け、イェータ控訴裁判所では減刑内容を2018年夏以降に仮釈放の可能性がある懲役36年に改めた。その後、更なる控訴を経て、最終的には最高裁により20年の服役後、すなわち2014年夏以降に仮釈放の可能性がある懲役30年への減刑が確定した。
事件からちょうど20年後にあたる2014年6月11日、フリンクの仮釈放が認められた。